# ヴァンツォーネ・コン・サン・カルロ
ヴァンツォーネ・コン・サン・カルロ（伊: Vanzone con San Carlo）は、イタリア共和国ピエモンテ州ヴェルバーノ・クジオ・オッソラ県にある、人口約400人の基礎自治体（コムーネ）。

## 地理

### 位置・広がり
| 隣接するコムーネは以下の通り。 - アントローナ・スキエランコ - バンニオ・アンツィーノ - カラスカ＝カスティリオーネ - チェッポ・モレッリ |

## 行政

### 分離集落
ヴァンツォーネ・コン・サン・カルロには、以下の分離集落（フラツィオーネ）がある。
Roletto, Ronchi Dentro, Ronchi Fuori, Valeggio, Battiggio, San Carlo, Pianezza